# Ilhota
Ilhota is een gemeente in de Braziliaanse deelstaat Santa Catarina. De gemeente telt 12.149 inwoners (schatting 2009).

## Aangrenzende gemeenten
De gemeente grenst aan Gaspar, Itajaí, Luiz Alves en Navegantes.